# Fougères-sur-Bièvre

Fougères-sur-Bièvre este o comună în departamentul Loir-et-Cher, Franța. În 1 ianuarie 2018 avea o populație de 788 de locuitori.